# Equisetum lofotense
Equisetum lofotense är en fräkenväxtart som beskrevs av Lubienski. Equisetum lofotense ingår i släktet fräknar, och familjen fräkenväxter. Inga underarter finns listade i Catalogue of Life.